# Juan Marichal
Juan Marichal (Santa Cruz de Tenerife, 2 de febrer de 1922 – Cuernavaca, Mèxic, 8 d'agost de 2010) va ser un assagista, crític literari i historiador de les idees espanyol.

## Vida
Marichal va néixer en el si d'una família lligada al partit republicà canari. En 1935, es va traslladar a Madrid. En 1937, va passar a València i a Barcelona. Es va exiliar en 1938, prosseguint els seus estudis a liceus de París i en Casablanca. En 1941 va emigrar a Mèxic, amb la seva família. Es va formar en la Universitat Nacional Autònoma de Mèxic: va ser alumne de José Gaos, Joaquim Xirau i Palau i Edmundo O'Gorman. Després, becat a la Universitat de Princeton des de 1946 i alumne d'Américo Castro, va preparar una tesi sobre Benito Jerónimo Feijoo. Va anar orientant-se cap a la història intel·lectual espanyola, des del segle XV fins a l'actualitat, en la qual ha donat els seus millors fruits.
La seva carrera professional es va desenvolupar als Estats Units: va ser professor d'estudis hispànics a la Universitat Harvard, des de 1948 fins a 1988, any en què es va jubilar. A aquest treball se sumen les seves conferències a Amèrica Llatina i a Espanya. Ha col·laborat en les revistes més importants, de Mèxic, Nova York, Puerto Rico, l'Havana, Buenos Aires o París, així com en publicacions espanyoles des dels anys seixanta. Marichal va tornar puntualment a Espanya en 1968 quan va visitar a Tenerife a un dels seus grans i amics i corresponsals intel·lectuals en aquest país, Domingo Pérez Minik. Després va residir a Espanya durant un temps des de 1989 fins a la dècada de 1990, i va ser membre de la Junta Directiva dels Amics de la Residencia de Estudiantes, director del Butlletí de la Institució Lliure d'Ensenyament i associat a l'Institut Universitari Ortega y Gasset. En el 2003 va tornar a Mèxic, al municipi de Cuernavaca, on va viure amb el seu fill, Carlos Marichal. Allí va residir fins a la seva mort, en el 2010. Durant aquests anys en els quals va residir a Mèxic es va informar de tot el que succeïa a Espanya.
Va fer l'edició de les Poesías completas de Pedro Salinas (Madrid, Aguilar, 1955). I sobretot Marichal, com a estudiós de la trajectòria de Manuel Azaña, va dedicar deu anys a posar a punt l'edició de les seves Obras completas (Mèxic, Oasis, 1966-1968). Marichal, historiador del pensament espanyol i agut escriptor, es va donar a conèixer obertament a Espanya per altres escrits sobre l'assaig espanyol, i va escriure sobre Pedro Salinas, Unamuno, José Ortega y Gasset, Azaña i Juan Negrín. La seva recopilació d'escrits, elaborats en els últims anys, El secreto de España. Ensayos de historia intelectual y política (1995), va merèixer el Premio Nacional de Historia de España, a la fi de 1996.

## Llibres
- La voluntad de estilo. Teoría e historia del ensayismo hispánico, Barcelona, Seix-Barral, 1957, ampliado en 1984.
- El nuevo pensamiento político español, México, Finisterre, 1966.
- La vocación de Manuel Azaña, Madrid, Edicusa, 1968 (Alianza, 1982).
- Tres voces de Pedro Salinas, Madrid, Josefina Betancor, 1976.
- Cuatro fases de la historia intelectual latinoamericana: 1810-1970, Madrid, Cátedra-Juan March, 1978.
- Teoría e historia del ensayismo hispánico, Madrid, Alianza, 1984 (ampliación de su libro de 1957).
- El intelectual y la política en España (1898-1936), Madrid, Residencia de Estudiantes - CSIC, 1990.
- El secreto de España. Ensayos de historia intelectual y política, Madrid, Taurus, 1996 (or. 1995).
- El designio de Unamuno, Madrid, Taurus, 2002.

Libros colectivos
- VV. AA. Homenaje a Rodríguez Moñino, Madrid, Castalia, 1966 («El aprendizaje 'ortodoxo' de Manuel Azaña»).
- P. Laín (ed.), Estudios sobre la obra de Américo Castro, Madrid, Taurus, 1971 («Américo Castro y la crítica literaria del siglo XX»).
- A. Soria (ed.), Lecciones sobre Federico García Lorca, Granada, C.N. Cincuentenario, 1986 («La universalización de España, 1898-1936»).
- VV.AA. Las cosas en su sitio (Sobre la literatura española del siglo XX), México, Finisterre, 1971, polémica sobre el valor de nuestras letras, con Octavio Paz.

## Premis i reconeixements
- Premi Canarias de Literatura en 1987 (amb l'assagista María Rosa Alonso)
- Premio Nacional de Historia de España en 1996
- Premi Ciutat d'Alcalá de les Arts i les Lletres en 1999